# 玉溪圈
玉溪圈或瓦莱丽圈（英語：Valeriepieris circle） 是在地球表面绘制的一个图形，其内部分布着大部分人口。这一概念最初来自得克萨斯州ESL教师Ken Myers于2013年发布在Reddit的地图，他的用户名是Valeriepieris。Myers最初绘制的圆仅占地球表面积的10%左右，半径约为4000 公里，以南海为中心。地图很快流传开来，成为知名的迷因，被众多互联网媒体报道。 
Myers的原地图使用的是温克尔投影，而他画的圆没有依投影法调整，并不对应球面上的圆。

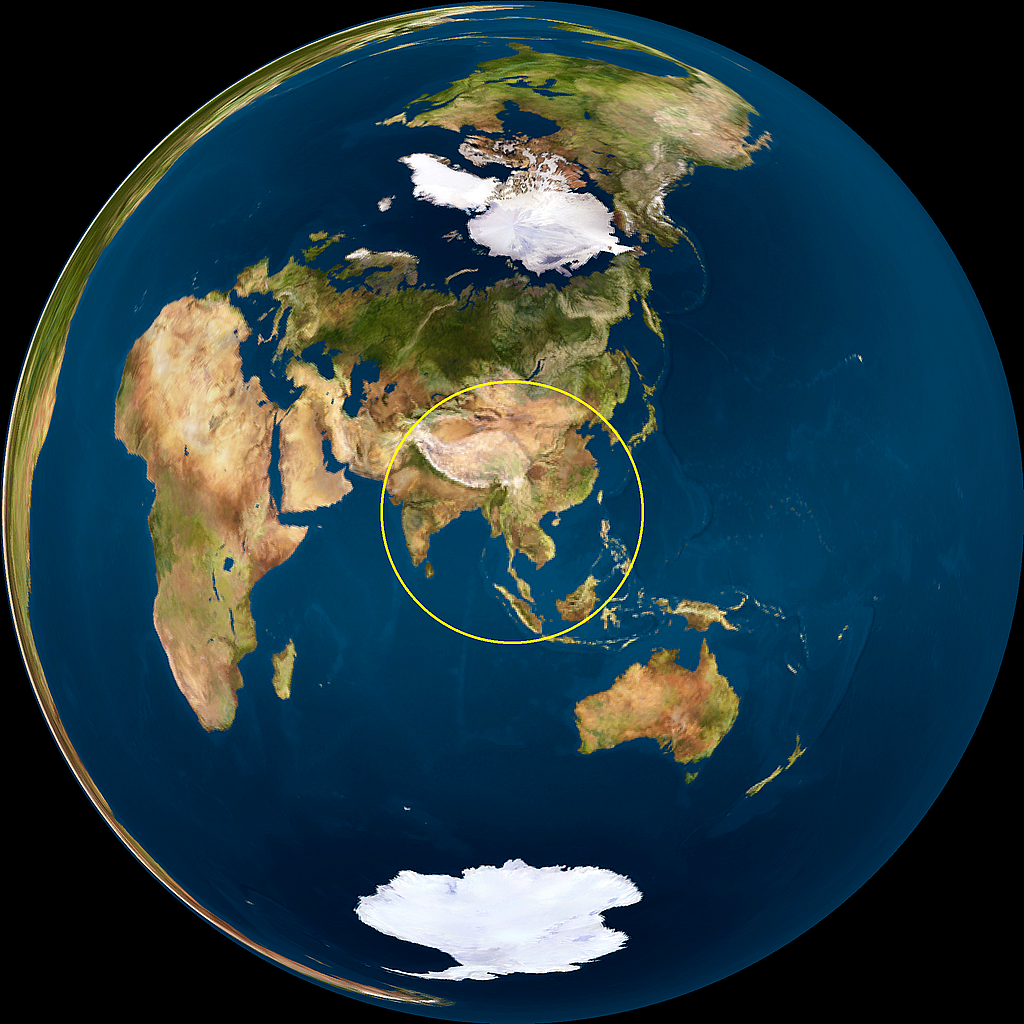
2015年柯成兴绘制的圆，地图使用正投影

2015年，新加坡教授柯成兴在实习生Ken Teoh的帮助下，证实了Myers的说法，并提出了一个新的小得多的圆，以缅甸孟卡镇区为中心，半径约3300公里。柯成兴声称这个圆是可能出现的最小的圆，是由更严格的计算和更新的数据得到的。
2022年，地图制作者Alasdair Rae追踪了全球1500个城市周围的4000公里半径的圈，数据基于2020年的Worldpop （页面存档备份，存于）数据，来自全球78亿人口。在1500个圈中，有148个包含40亿及以上的人口，其中中国云南省玉溪市为中心的4000公里范围内有43.2亿人口。Rae称其为“玉溪圈”（Yuxi circle）。
2022年，霍特国际商学院教授Riaz Shah再次检测了Myers最初的圆。Shah利用联合国《世界人口展望》最近公布的数据估算出，截至2022年，在80亿总人口中，有42亿人生活在这个圈内。